# Microregione di Campo Belo
Campo Belo è una microregione del Minas Gerais in Brasile, appartenente alla mesoregione di Oeste de Minas.

## Comuni
È suddivisa in 7 comuni:
- Aguanil
- Campo Belo
- Cana Verde
- Candeias
- Cristais
- Perdões
- Santana do Jacaré